# Agalychnis callidryas
Agalychnis callidryas (Cope, 1862) è una raganella della famiglia Phyllomedusidae, diffusa in America Centrale. Viene conosciuta con il nome comune di raganella dagli occhi rossi.

## Descrizione
È una raganella dai colori molto vivaci: il dorso ha una colorazione che varia dal verde al blu, con sfumature giallastre. Sui fianchi sono presenti striature color blu cobalto che si prolungano sugli arti. Le dita sono arancione brillante e terminano con dischi adesivi appiattiti. Gli occhi, molto grandi, sono di colore rosso. 
Le femmine raggiungono i 7–8 cm di lunghezza mentre i maschi sono leggermente più piccoli (5–6 cm).

## Distribuzione e habitat

Areale

La specie è diffusa sul versante atlantico dell'America Settentrionale, Messico, e America Centrale: Belize, Costa Rica, Guatemala, Honduras, Nicaragua e Panama.
Il suo habitat tipico sono le foreste tropicali ma si adatta a vivere anche in aree di foresta degradata purché sia garantita la presenza di pozze d'acqua necessarie alla sua riproduzione.

## Biologia
È una specie arboricola con abitudini notturne.

È preda del serpente Leptophis ahaetulla.
Come quasi tutte le raganelle, è una specie esclusivamente arboricola. Per arrampicarsi sugli alberi usa dei dischi adesivi sotto le dita delle zampe. Si tratta di una specie insettivora.